# Asiagomphus coreanus
Asiagomphus coreanus är en trollsländeart som beskrevs av Doi och Okumura 1937. Asiagomphus coreanus ingår i släktet Asiagomphus och familjen flodtrollsländor. Inga underarter finns listade i Catalogue of Life.
Denna trollslända är endast känd från ett mindre vattendrag i landskommunen Yeoncheon-gun i norra Sydkorea vid gränsen till Nordkorea. Hela utbredningsområdet uppskattas vara 92 km² stort. Larverna utvecklar sig i leran eller sanden vid strandlinjen. Vuxna exemplar besöker även skogar.
Flera delar av vattendraget blev kanaliserade och olämpliga för larvernas utveckling. Arten påverkas även negativ av vattenföroreningar och skogsbränder. IUCN listar arten som starkt hotad (EN).